# Pseudohadena stenoptera
Pseudohadena stenoptera là một loài bướm đêm trong họ Noctuidae.